# Kalkhaltiger Boden
Ein kalkhaltiger Boden enthält eine größere Menge Kalziumkarbonat im Boden, bei Kalkboden liegt der Kalkanteil bei über 40 Prozent.
Der Kalkgehalt der Böden ist für das Pflanzenwachstum sehr wichtig, da die meisten Pflanzen einen ausgeglichenen Boden-pH im Bereich 5 bis 7,5 benötigen, um ausreichend Nährstoffe aufnehmen zu können. Der Kalk kann den Boden gegen Bodenversauerung durch Humussäuren oder Sauren Regen abpuffern. Daher wird im Gartenbau versucht, durch eine Kalkung sauren Böden mehr Kalk zuzuführen, um den pH-Wert anzuheben. Weniger wichtig dagegen ist die Versorgung mit Calcium, da auch in sauren Böden meistens ausreichend Calcium gelöst ist.
Auf kalkhaltigen Böden kann es zu Mangelerscheinungen (beispielsweise Chlorose, Stippe) durch fehlendes Eisen, Magnesium, Mangan, Bor, Kupfer und Zink kommen. Kalkböden sind in der Regel nährstoffarm und trocken, da das Wasser mit den Nährstoffen leicht abfließen kann.
Zu den kalkhaltigen Böden gehören:
- Schwarzerde und Pararendzina in Löss-Gebieten
- Rendzina auf Kalkstein
- Böden auf Mergel oder kalkhaltigem Lehm, Geschiebemergel
- Aridisol

Zeigerpflanzen für kalkhaltigen Boden sind kalkstete Gewächse wie der Hahnenfuß, Bewimperte Alpenrose, Hohler Lerchensporn, Echter Seidelbast.
Der Kalk wird häufig aus den obersten Bodenschichten herausgelöst, so dass der Boden allmählich saurer wird. Der Kalk verlagert sich dabei in tiefere Bodenschichten, in denen er in Kalkkonkretionen wie beispielsweise den Lösskindeln wieder ausfallen kann.
Auf Kalkböden sollte nicht mit frischem Mist gedüngt werden, da sich durch ein großes Angebot an Kohlendioxid Hydrogencarbonat bilden kann, welches die Aufnahme von Eisen verhindern kann.
Der Kalkgehalt lässt sich ungefähr abschätzen, indem eine kleine Probe mit verdünnter Salzsäure versetzt wird, da der Kalk sich dann unter Abgabe von Kohlendioxid (Aufbrausen) löst. Dabei findet man kein Aufbrausen bei weniger als 1 % Kalkgehalt, bei 1–3 % schwaches Aufbrausen. Kurzes, heftiges Aufbrausen deutet auf Kalkgehalte bis 5 % hin, bei größeren Gehalten hält das Aufbrausen länger an.